# Tianyuraptor
Ne doit pas être confondu avec le dinosaure hétérodontosauridé Tianyulong.
Tianyuraptor ostromi
Genre
Espèce
Tianyuraptor est un genre éteint de dinosaures de la famille des droméosauridés qui vivait au Crétacé inférieur en Chine, où il a été découvert dans la formation géologique d'Yixian de la province du Liaoning. Cette formation est datée du Barrémien à l'Aptien inférieur, soit il y a environ entre 129 à 121 Ma (millions d'années). 
Une seule espèce est rattachée au genre, Tianyuraptor ostromi, décrite par Zheng et al. en 2010. Elle ressemble aux autres droméosauridés découverts dans cette province, mais possède des caractères plus primitifs. Elle appartenait au paléobiote de Jehol.

## Description
Tianyuraptor est caractérisé, entre autres, par des membres postérieurs très longs qui représentent avec une longueur de près d'un mètre près de cinq fois la longueur de leur fémur. Les membres antérieurs sont par contre proportionnellement beaucoup plus courts que ceux des autres droméosauridés avec un rapport de longueur membres antérieurs/membres postérieurs de 53 % contre 70 %.
Ses bras relativement courts, associés à une furcula (fourchette) de petite taille et à un large coracoïde indiquent que Tianyuraptor n'était vraisemblablement pas capable de voler ou planer à la différence d'autres droméosauridés comme Microraptor.

## Classification
Tianyuraptor avait été classé parmi les microraptoriens, un groupe de droméosauridés comprenant notamment Microraptor et Sinornithosaurus, deux dinosaures à plumes. Le cladogramme suivant a été établi par Robert DePalma, David Burnham, Larry Martin, Peter Larson et Robert Bakker en 2015, remet en cause cette hypothèse en le plaçant en position basale chez les Dromaeosauridae :
- Dromaeosauridae
  - Unenlagiinae
    - Rahonavis
    - 
      - Buitreraptor
      - Unenlagia

  - 
    - Microraptoria
      - Sinornithosaurus
      - 
        - Microraptor
        - NGMC 91

    - 
      - Bambiraptor
      - 
        - Tianyuraptor
        - 
          - Adasaurus
          - 
            - Tsaagan
            - Eudromaeosauria
              - Saurornitholestes
              - 
                - Velociraptor
                - Dromaeosaurinae
                  - Deinonychus
                  - 
                    - Atrociraptor
                    - 
                      - Achillobator
                      - 
                        - Utahraptor
                        - 
                          - Dakotaraptor
                          - Dromaeosaurus

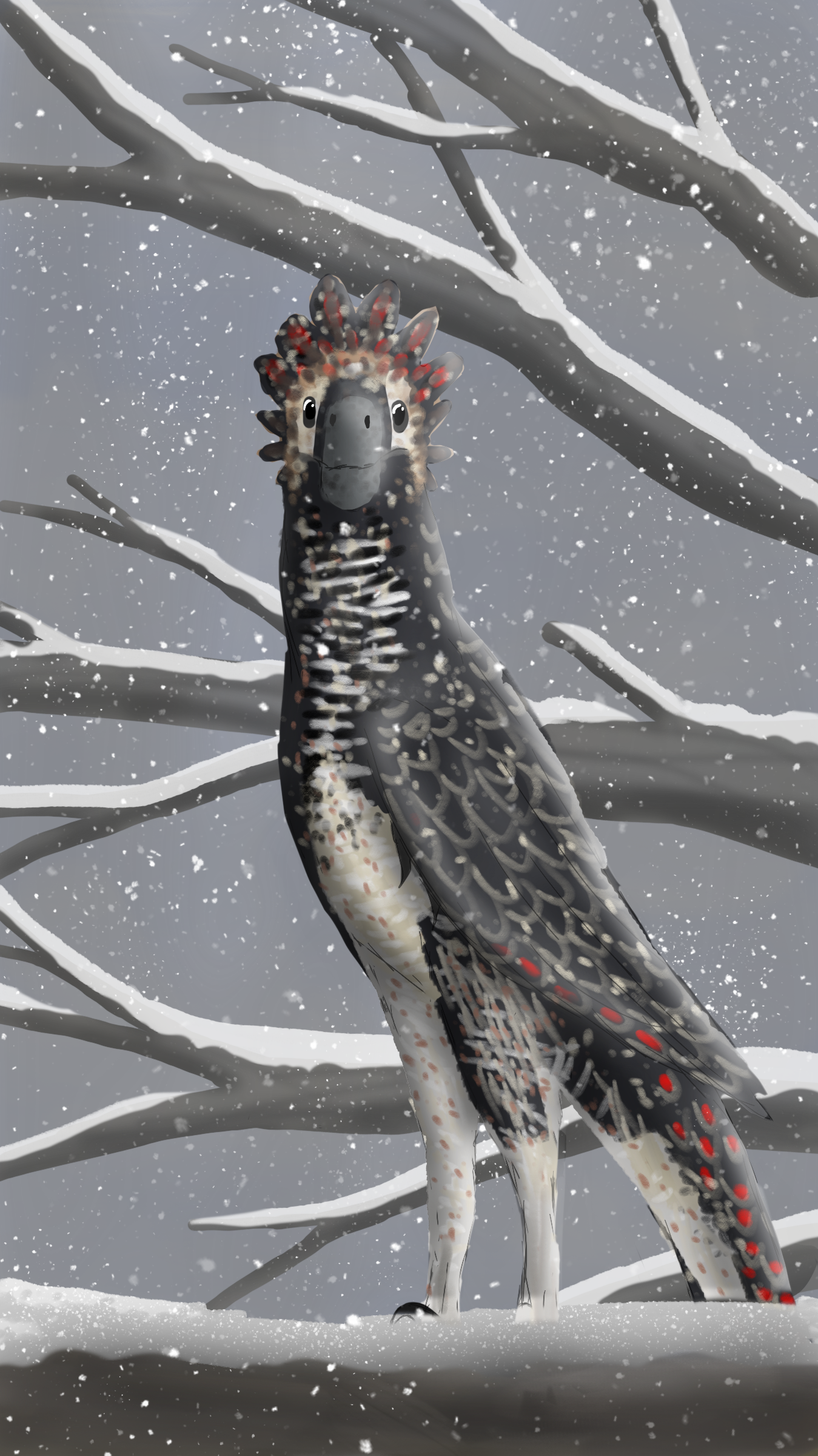
Vue d'artiste de Tianyuraptor ostromi.

Il montre beaucoup de différences avec celui de P. Senter et al. datant de 2012, ce qui montre que la phylogénie des Dromaeosauridae n'est pas encore stabilisée :
- Dromaeosauridae
  - Xiaotingia
  - 
    - Unenlagiinae
    - 
      - Shanag
      - 
        - Eudromaeosauria
          - Saurornitholestinae
          - 
            - Velociraptorinae
            - Dromaeosaurinae

        - Microraptoria
          - Tianyuraptor
          - 
            - Hesperonychus
            - 
              - 
                - Microraptor sp.
                - 
                  - Microraptor gui
                  - Microraptor zhaoianus

              - 
                - Cryptovolans
                - Graciliraptor
                - Sinornithosaurus